# Buikwe (distrikt)
Buikwe är ett distrikt i centrala regionen i Uganda. Den hade 436 406 invånare år 2014.